# غو يان
غو يان هي منافسة ألعاب القوى صينية، ولدت في 17 مارس 1974.

## وصلات خارجية
- غو يان على موقع الاتحاد الدولي لألعاب القوى (الإنجليزية)
- غو يان على موقع أوليمبيديا (الإنجليزية)